# Episodi di The Comedians (serie televisiva 2015)
La prima e unica stagione della serie televisiva The Comedians è stata trasmessa negli Stati Uniti dal 9 aprile al 25 giugno 2015.
In Italia la stagione è ancora inedita.
| n° | Titolo originale             | Titolo italiano | Prima TV USA   | Prima TV Italia |
| -- | ---------------------------- | --------------- | -------------- | --------------- |
| 1  | Pilot                        |                 | 9 aprile 2015  |                 |
| 2  | Come to the House            |                 | 16 aprile 2015 |                 |
| 3  | The Red Carpet               |                 | 23 aprile 2015 |                 |
| 4  | Celebrity Guest              |                 | 30 aprile 2015 |                 |
| 5  | Go for Gad                   |                 | 7 maggio 2015  |                 |
| 6  | Orange You the New Black Guy |                 | 14 maggio 2015 |                 |
| 7  | Billy's Birthday             |                 | 21 maggio 2015 |                 |
| 8  | Charity                      |                 | 28 maggio 2015 |                 |
| 9  | Damage Control               |                 | 4 giugno 2015  |                 |
| 10 | Misdirection                 |                 | 11 giugno 2015 |                 |
| 11 | Red, White & Working Blue    |                 | 18 giugno 2015 |                 |
| 12 | Overhear                     |                 | 25 giugno 2015 |                 |
| 13 | Partners                     |                 | 25 giugno 2015 |                 |